# Вільясандіно
Вільясандіно (ісп. Villasandino) — муніципалітет в Іспанії, у складі автономної спільноти Кастилія-і-Леон, у провінції Бургос. Населення — 221 особа (2010).
Муніципалітет розташований на відстані близько 220 км на північ від Мадрида, 34 км на захід від Бургоса.

## Демографія
Динаміка населення (INE ):